# Велике Вороново (Новгородська область)
Велике Вороново (рос. Большое Вороново) — присілок в Старорусському районі Новгородської області Російської Федерації.
Населення становить 209 осіб. Входить до складу муніципального утворення Наговське сільське поселення.

## Історія
Від 2004 року входить до складу муніципального утворення Наговське сільське поселення.

## Населення
| 2010 |
| ---- |
| 209  |